# Ryan Zimmerman
Ryan Wallace Zimmerman (Washington, 28 settembre 1984) è un ex giocatore di baseball statunitense.

## Carriera

### Inizi e Minor League (MiLB)
Nato a Washington nel Carolina del Nord, Zimmerman frequentò la Floyd E. Kellam High School di Virginia Beach, Virginia e dopo aver ottenuto il diploma si iscrisse all'Università della Virginia di Charlottesville. Da lì fu scelto nel primo turno, come quarta scelta assoluta nel draft MLB 2005 dai Washington Nationals.

### Major League (MLB)

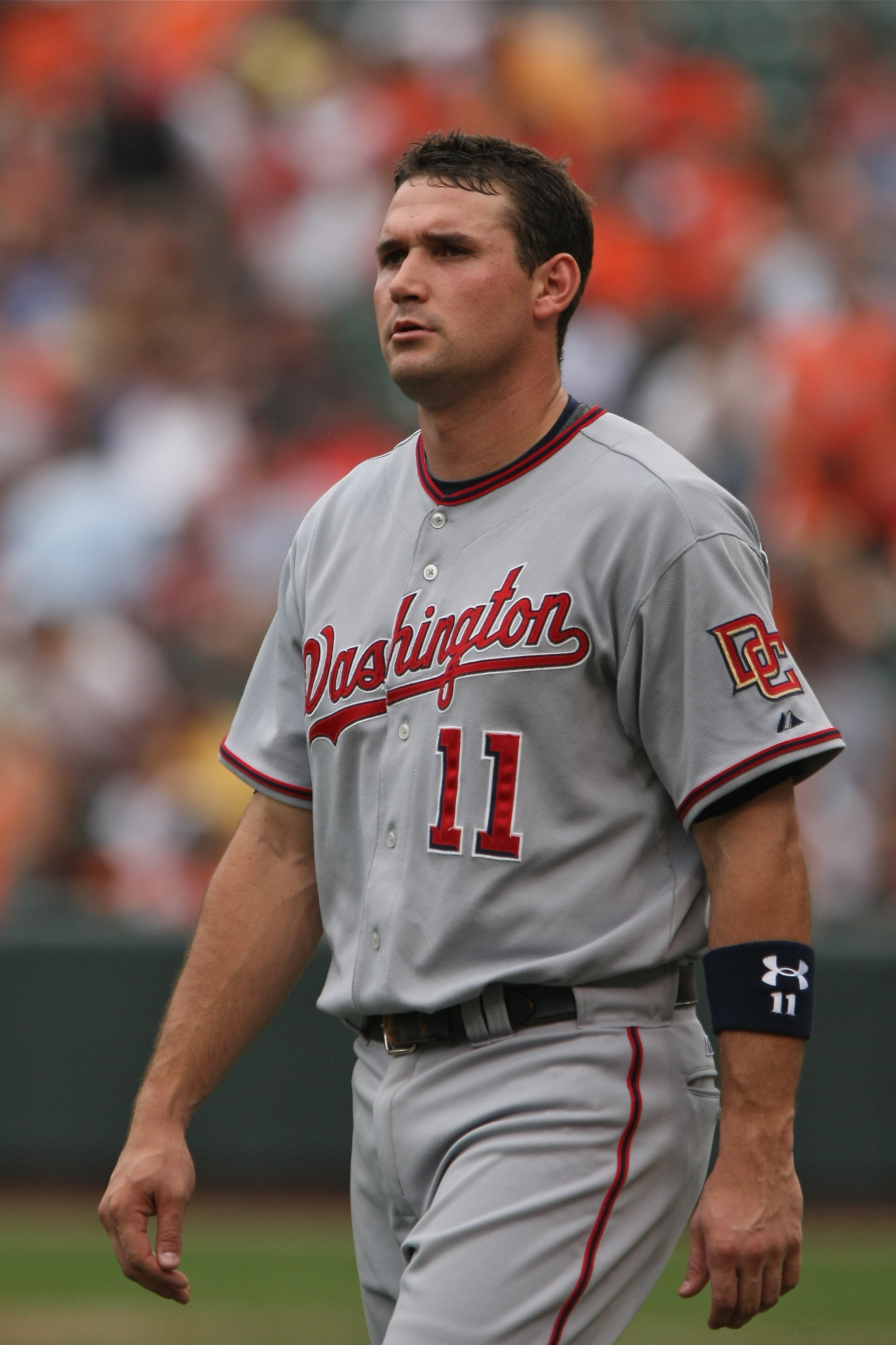
Zimmerman nel 2009

Debuttò nella MLB il 1º settembre 2005, al Turner Field di Atlanta contro gli Atlanta Braves, battendo un doppio nel suo primo turno in battuta. Concluse la sua stagione d'esordio nel professionismo con 20 partite disputate nella MLB e 67 nella minor league (63 nella Doppia-A e 4 nella classe A).
Il 5 aprile 2006 batté il suo primo fuoricampo contro i New York Mets. La sua prima stagione completa si concluse con 20 fuoricampo e 110 punti battuti a casa (RBI), diventando uno dei preferiti dei tifosi per le prestazioni sia in attacco che in difesa. Il 4 agosto 2007 disputò la prima gara in carriera in cui batté due home run.
Il 20 aprile 2009, Zimmerman firmò un contratto quinquennale del valore di 45 milioni di dollari con i Nationals. Quell'anno ebbe una striscia di 30 gare con una valida e per 43 gare consecutive raggiunse la prima base. Fu convocato per il suo primo All-Star Game, vinse il Guanto d'oro e il Silver Slugger Award. Il 30 maggio 2010 batté il suo 100º fuoricampo, il primo giocatore della classe del 2005 a tagliare tale traguardo. A fine anno vinse il secondo Silver Slugger Award.
Nel 2011, Zimmerman perse due mesi di gioco a causa di un infortunio. Il 26 febbraio 2012 firmò un nuovo contratto di sei anni del valore di 100 milioni di dollari con i Nationals. All'inizio della stagione 2012 faticò per un problema alla spalla ma si rifece nella seconda parte dell'anno, venendo premiato come giocatore della National League della settimana a metà luglio.

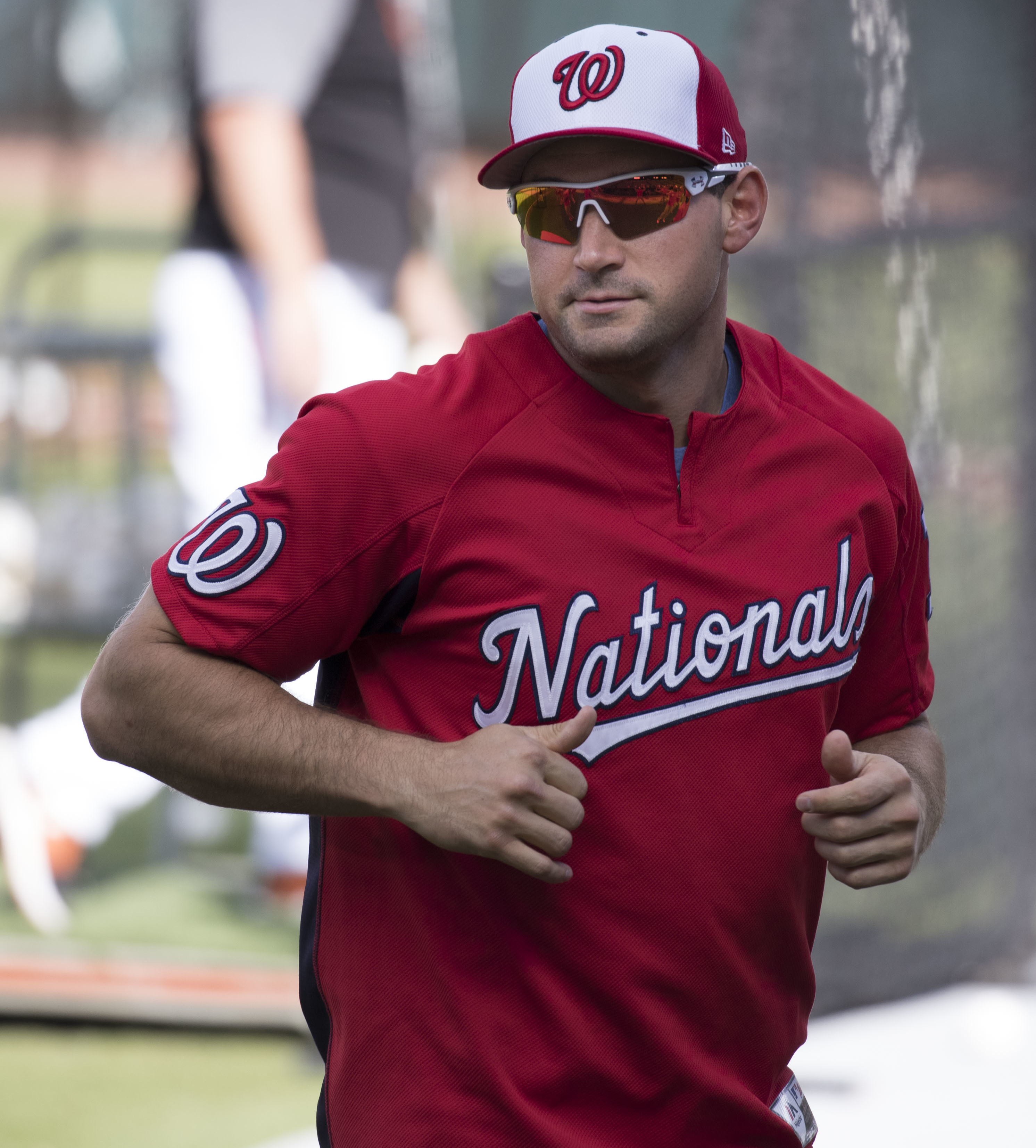
Zimmerman nel 2017

Il 29 maggio 2013, Zimmerman batté per la prima volta tre fuoricampo nella sconfitta dei Nationals contro i Baltimore Orioles 9-6. Prima della stagione 2015 fu spostato permanentemente dal ruolo di terza base a quello di prima base. Il 4 settembre 2015 batté due home run contro i St. Louis Cardinals, il secondo dei quali fu il suo 200º in carriera.

IL 15 maggio 2016, Zimmerman batté il suo primo fuoricampo interno contro i Miami Marlins Il 29 aprile 2017 batté un fuoricampo da 470 piedi (143 metri), il più lungo della storia del Nationals Park. Per le sue prestazioni nel primo mese della stagione regolare 2017, fu nominato miglior giocatore della National League di aprile. Il 2 luglio 2017 fu convocato per il secondo All-Star Game della carriera.

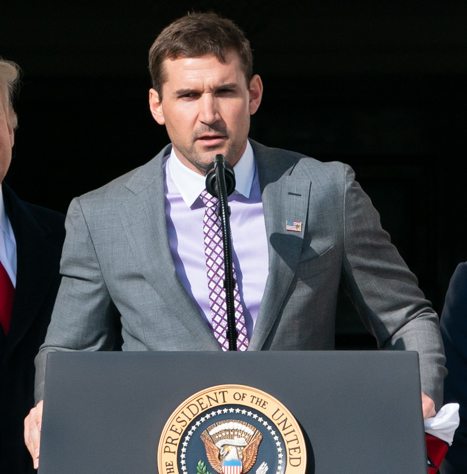
Zimmerman durante la cerimonia delle World Series 2019 alla casa bianca

Nel 2019 conquistò le World Series con i Nationals, battendo gli Houston Astros per quattro gare a tre.
Il 29 giugno 2020, Zimmerman annunciò la decisione di non partecipare alla stagione 2020 a causa dei rischi derivati dalla pandemia di COVID-19.

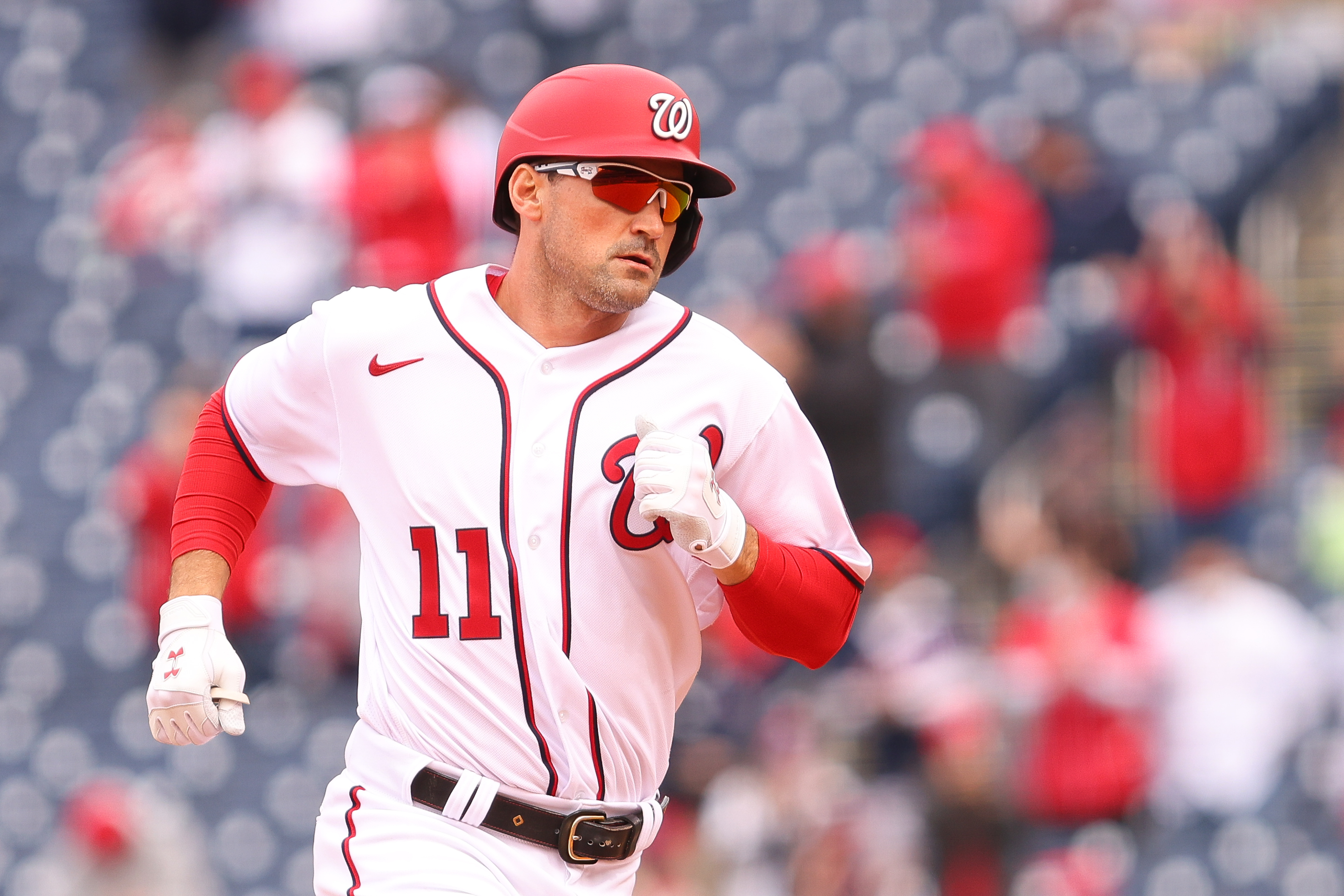
Zimmerman nel 2021

Verso il termine della stagione 2021, iniziò a circolare la voce su un possibile ritiro di Zimmerman, con lo stesso giocatore che affermò di essere "insicuro" sul suo futuro agonistico. Zimmerman giocò quella che poi si rivelò la sua ultima partita nella MLB, il 3 ottobre, l'ultima partita della stagione regolare, partendo in prima base. Venne rimosso dal gioco nell'ottavo inning, ricevendo l'ovazione dal pubblico del Nationals Park.
Il 15 febbraio 2022, Zimmerman annunciò ufficialmente il ritiro dal baseball professionistico.

## Palmarès

### Club
- World Series: 1

Washington Nationals: 2019

### Individuale
- MLB All-Star: 2

2009, 2017
- Guanti d'oro: 1

2009
- Silver Slugger Award: 2

2009, 2010
- Giocatore del mese: 1

NL: aprile 2017
- Giocatore della settimana: 5

NL: 5 agosto 2007, 21 agosto 2011, 22 luglio 2012, 30 aprile 2017, 12 agosto 2018